# Permanent Vacation (1980)
Permanent Vacation ist ein Independentfilm vom Regisseur Jim Jarmusch, gedreht im Jahr 1980 in den USA. Es ist das Spielfilmdebüt von Jarmusch, der als Regisseur, Produzent, Filmeditor, Kameramann und Komponist wirkte.

## Handlung
Der Film folgt dem heimatlosen 16-jährigen Allie, dessen Vater die Familie verlassen hat und dessen Mutter in einer Nervenheilanstalt sitzt, durch die Straßen von Manhattan. Auf seiner Suche nach einem Sinn in seinem Leben kreuzt er die Wege verschiedener interessanter und skurriler Personen.
Jim Jarmuschs Filmdebüt ist ein lyrisches Porträt Manhattans und des 16-jährigen Allie Parker, der in den frühen 1960ern geboren wurde und eine Vorliebe für die frühen 1950er und späten 1940er Jahre hat. In Besserungsanstalten und Jugendgefängnissen aufgewachsen, verbringt er seine Zeit an den unterschiedlichsten Orten, findet immer neue Freunde, zieht ständig um, hat nirgends ein eigenes Zuhause. In diesem scheinbar leeren Raum der Lower East Side wächst eine neue Kultur: Spraydosenzeichen, Musikfetzen, flüchtig, ohne Vergangenheit und ohne Zukunft.

## Hintergrund
- Jarmusch drehte den Film als Abschlussfilm seines Studiums an der Tisch School of the Arts der New York University.
- Permanent Vacation ist auch das Debüt von John Lurie, einem langjährigen Freund von Jarmusch, der auch bei einigen seiner späteren Filme als Komponist oder Schauspieler mitwirkte.

## Auszeichnungen
Permanent Vacation hatte seine Premiere auf der Mannheimer Filmwoche (heute Internationales Filmfestival Mannheim-Heidelberg) und wurde mit dem Josef von Sternberg-Preis ausgezeichnet.